# Monastero di San Benedetto (Militello in Val di Catania)
Chiesa ed ex Abbazia di San Benedetto di Militello in Val di Catania.

## Storia
Voluto dal marchese Francesco Branciforte e dalla moglie Giovanna d'Austria, e completato dalla figlia Margherita, il maestoso complesso benedettino di Militello (secondo in Sicilia per dimensioni solo a quelli di Catania e Monreale) fu costruito tra il 1616 e il 1646, su disegno di Valeriano De Franchis, e si contraddistingue per l'impianto manierista con notevoli spunti barocchi nell'intaglio. 
Il terremoto del 1693 danneggiò il terzo ordine della facciata che fu ricostruito ad arte, per ospitare la cella campanaria, su disegno dall'architetto militellese Antonino Scirè (1725); gravi danni riportò anche l'artistico portico colonnato del chiostro dei monaci, sopra il quale si aprivano ampie terrazze, che fu quindi demolito e non più ricostruito. 
La chiesa ampia e luminosa, sormontata nel transetto da un originale tiburio ottagonale, presenta all'interno dell'unica navata capolavori di eccezionale fattura, come: L'Ultima Comunione di San Benedetto di Sebastiano Conca (1680-1764); un busto reliquiario in argento raffigurante San Benedetto del XVIII secolo; la bellissima statua seicentesca della Vergine del Rosario (o delle Vittorie), di bottega napoletana, donata all'abbazia da Giovanna d'Austria in omaggio alla Vergine per la vittoria del padre don Giovanni d'Austria contro i Turchi nella Battaglia di Lepanto; lo straordinario coro dei monaci del 1727, in legno intagliato, raffigurante i misteri del Santo Rosario e scene della vita di San Benedetto e di San Placido; l'altare maggiore di marmo pario con elaborati intarsi di pietre del 1727; la decoratissima cappella del Santo Bambino, caratterizzata da un ricco ciborio a gradoni in legno dorato e da notevoli affreschi che incorniciano la tomba del principe fondatore, all'interno della quale sono sepolti anche il fratello Vincenzo (abate di Nuovaluce) e due figlie.
Le biblioteche custodivano il Tabulario, in cui si conservava la bolla di erezione del monastero a firma di papa Paolo V (18 gennaio 1614).

## Galleria d'immagini

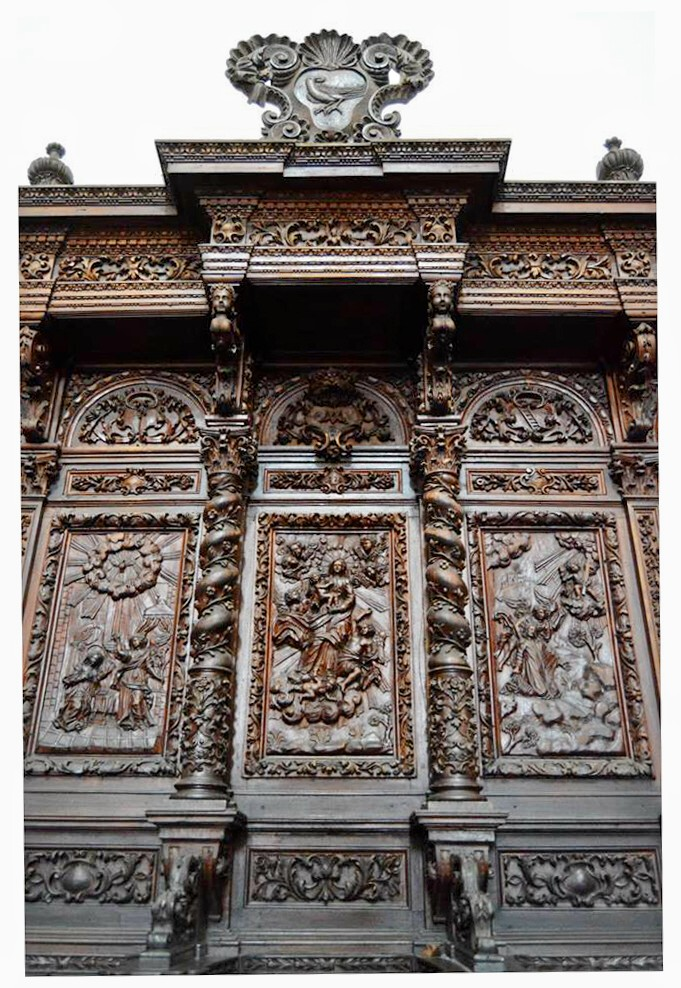
Coro dei monaci, particolare.
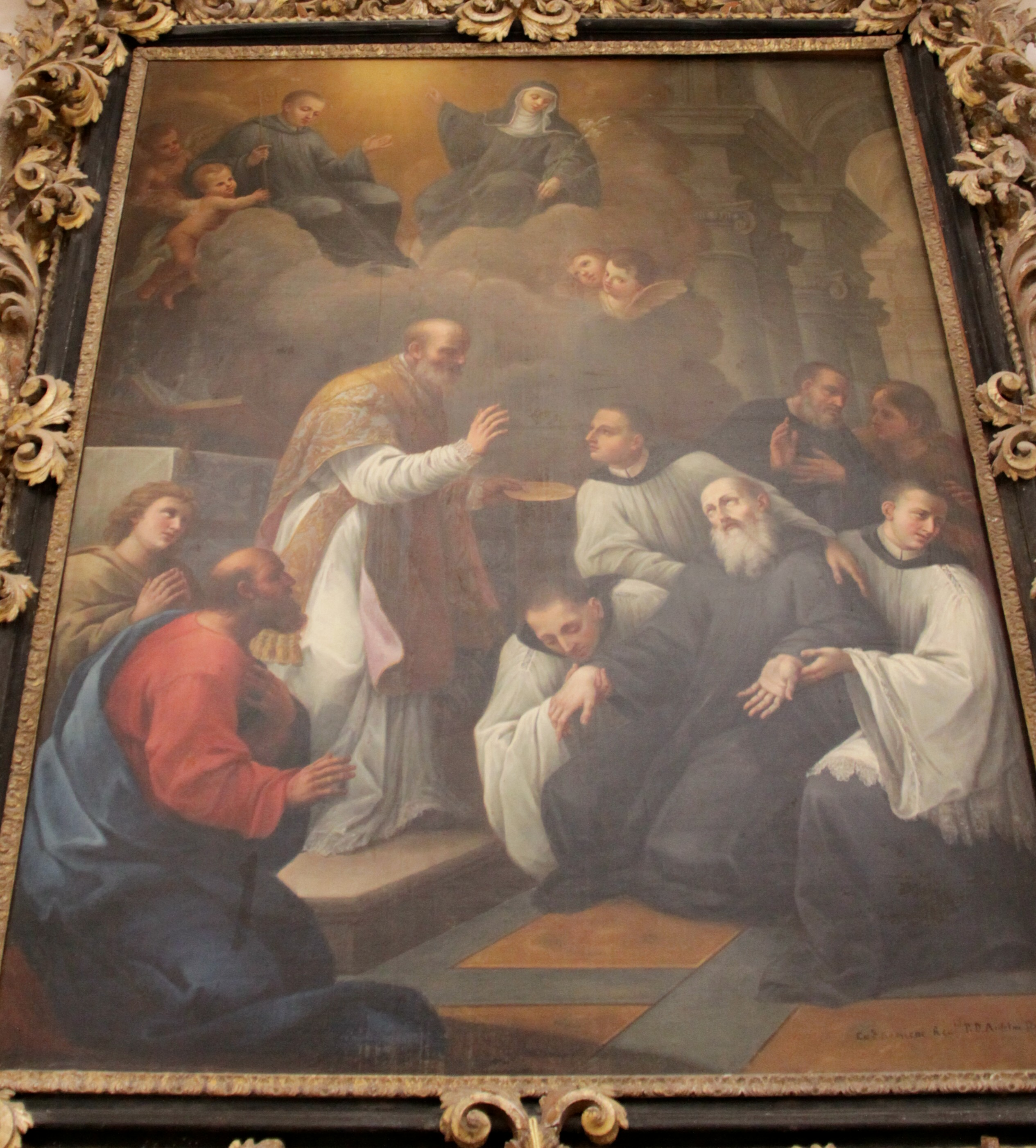
Pala d'altare "Ultima Comunione di San Benedetto" di Sebastiano Conca (XVIII sec.).
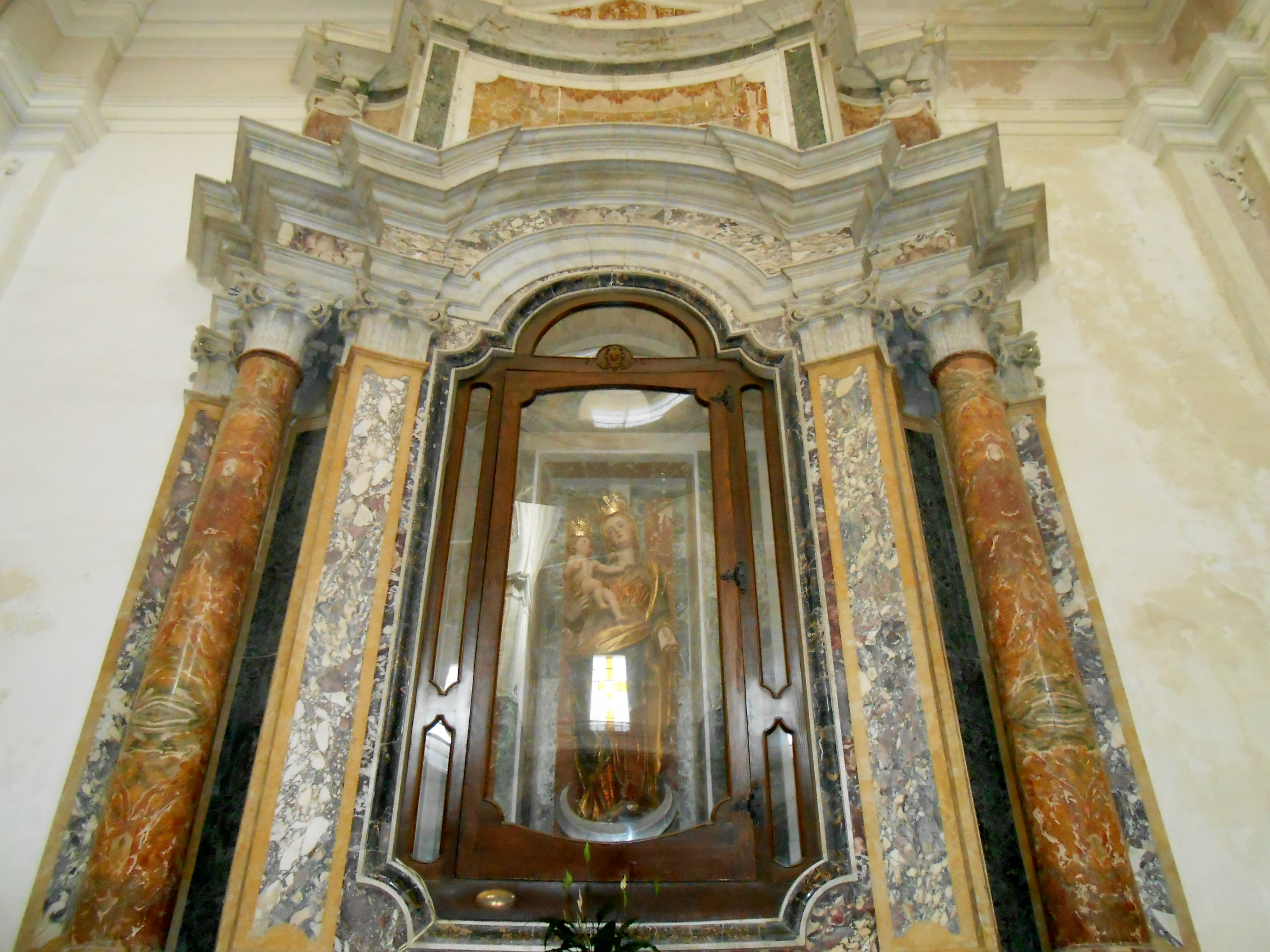
Cappella Madonna delle Vittorie.